# Semenovia macrocarpa
Semenovia macrocarpa är en flockblommig växtart som först beskrevs av Karl Heinz Rechinger och Harald Harold Udo von Riedl, och fick sitt nu gällande namn av Alava. Semenovia macrocarpa ingår i släktet Semenovia och familjen flockblommiga växter. Inga underarter finns listade i Catalogue of Life.